# أكبر شاه الثاني

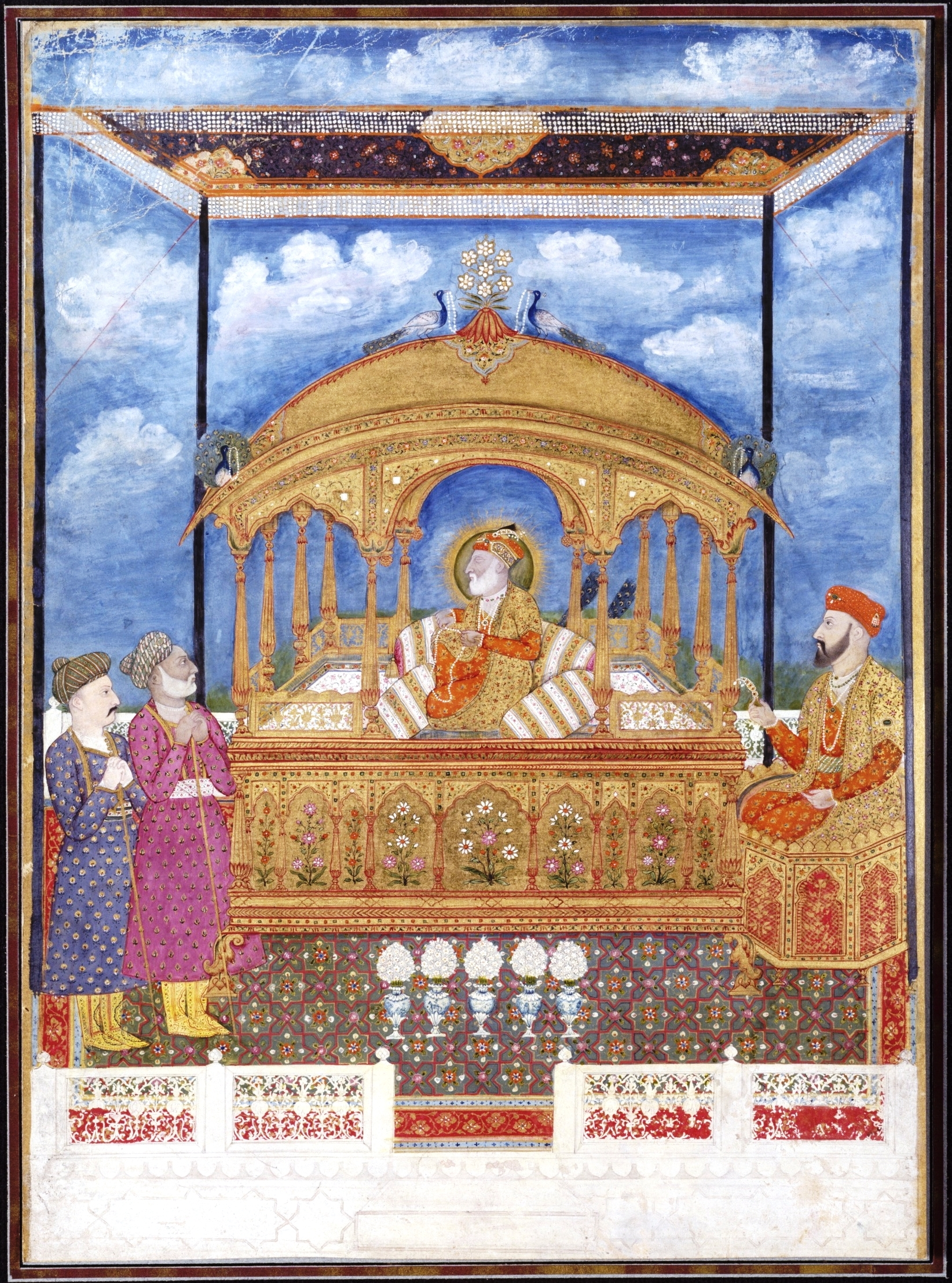

أكبر شاه الثاني (22 أبريل 1760م – 28 سبتمبر 1837م)، إمبراطور مغولي حكم من (19 نوفمبر 1806م - 28 سبتمبر 1837م) لقبه أبو النصر معين الدين محمد أكبر شاه عالم الثاني.

## معرض صور

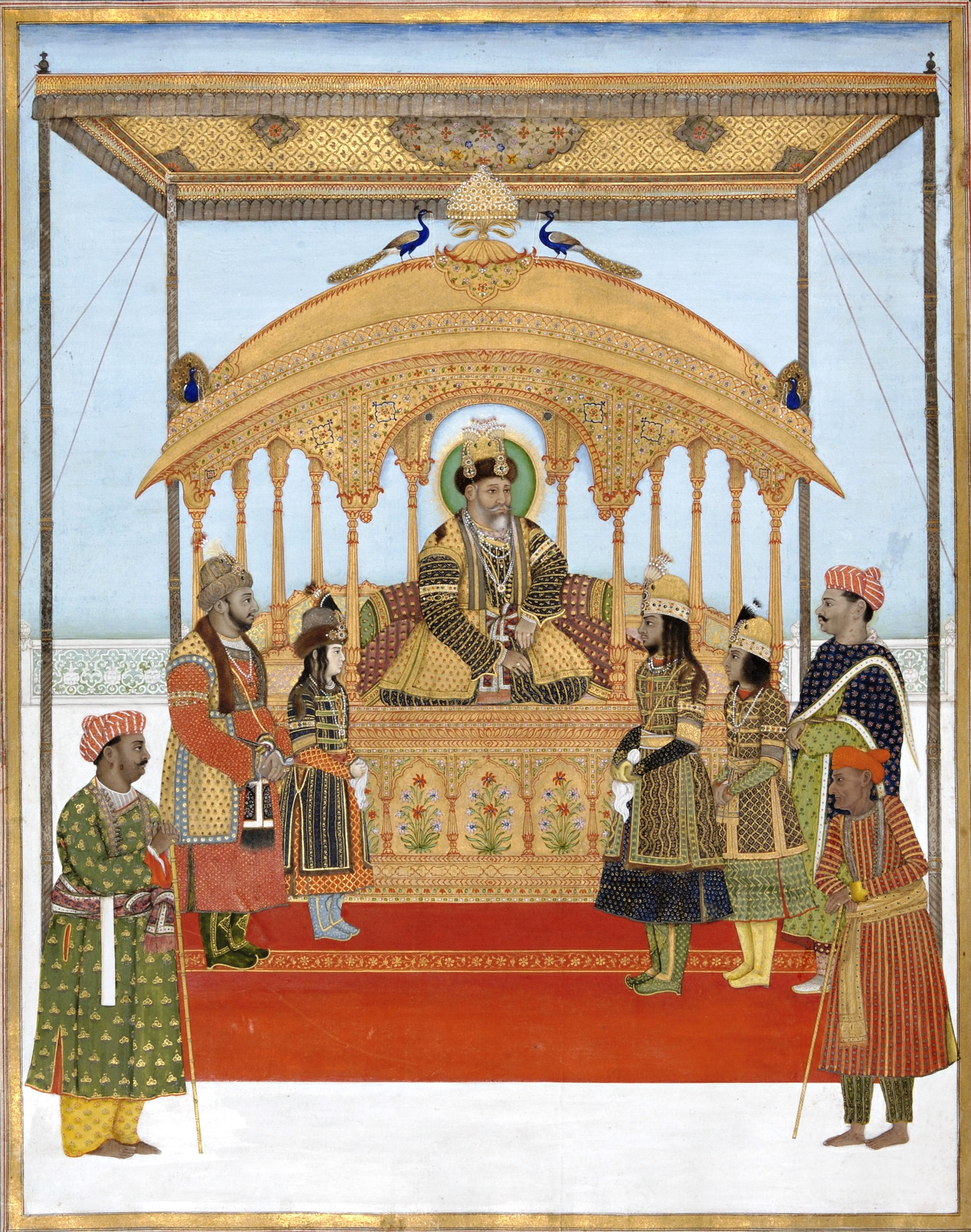
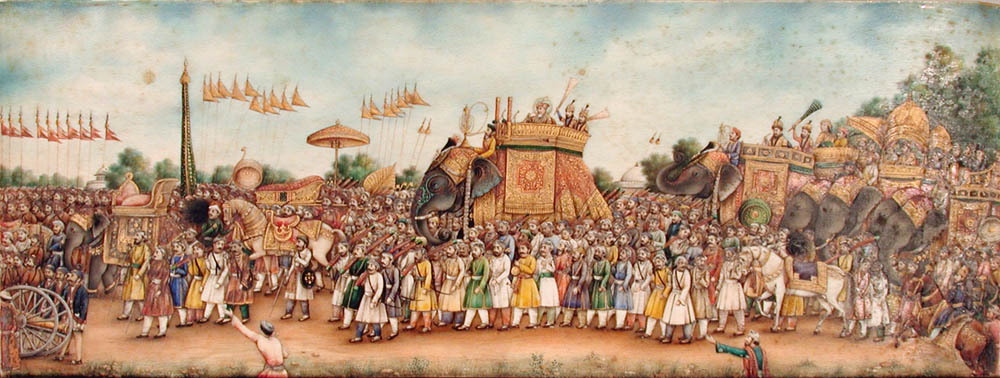
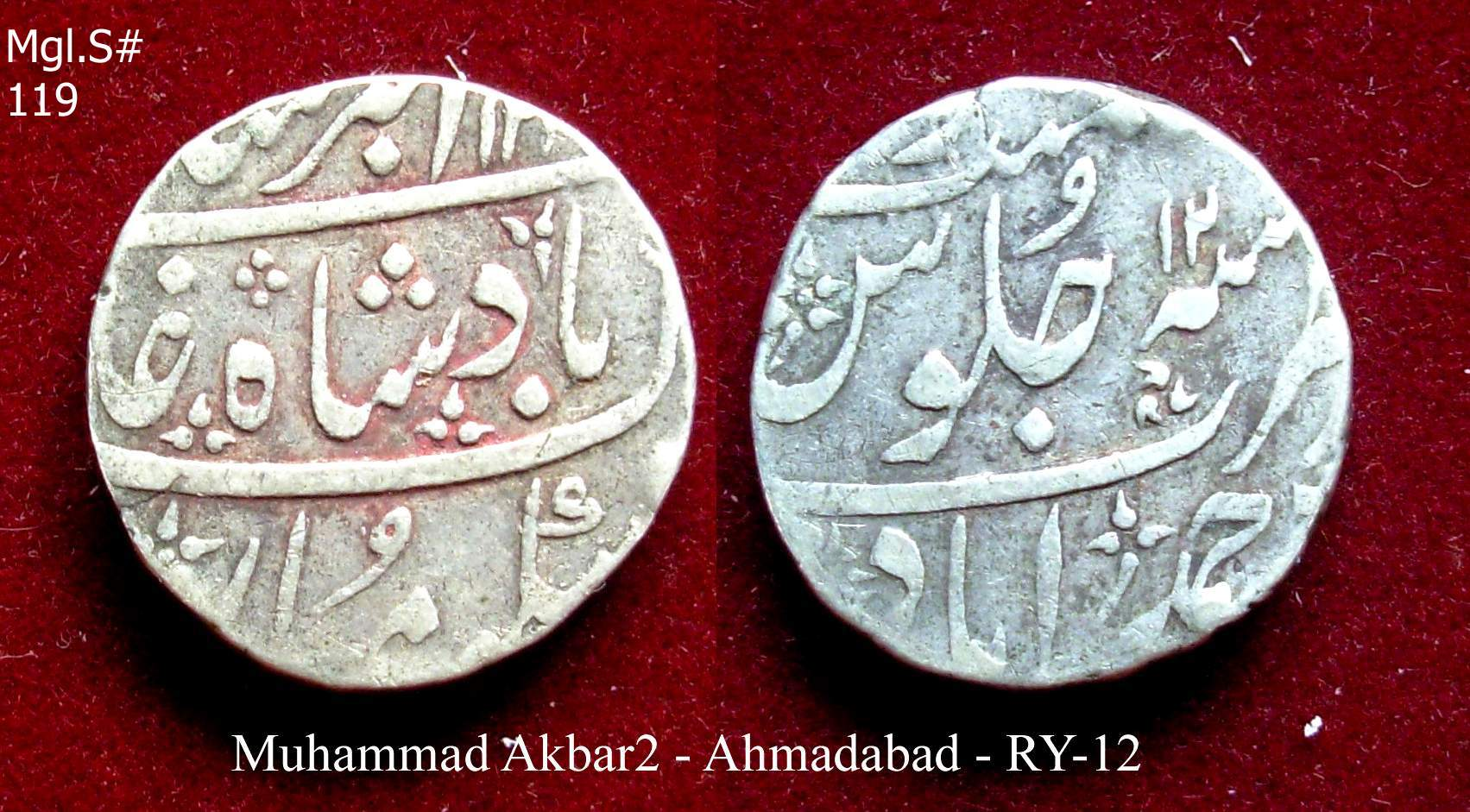